# Linie 12 (Metro Madrid)
Die Linie 12 (span. Línea 12, kurz L-12) wird auch als MetroSur („Südmetro“) bezeichnet und ist eine U-Bahn-Linie der Metro Madrid. Sie ist die einzige des gesamten Netzes, die vollständig außerhalb des Stadtgebietes von Madrid verläuft. Sie verbindet als Ringstrecke die südlich gelegenen Vorstädte Alcorcón, Leganés, Getafe, Fuenlabrada und Móstoles miteinander. Im Jahr 2005 hatten diese fünf Städte zusammen über 900.000 Einwohner, mit stark steigender Tendenz.
Eine Verknüpfung mit dem übrigen Netz der Madrider Metro besteht nur an zwei Station, Puerta del Sur in Alcorcón zur Linie 10 sowie in Getafe an der Station El Casar zur Linie 3. Hier ist auch ein Verbindungstunnel vorhanden, um Fahrzeuge in die Hauptwerkstätte überführen zu können. Weitere Umsteigemöglichkeiten bestehen an sechs Stationen der Linie zu drei verschiedenen Linien der Cercanías, der S-Bahn der Hauptstadtregion.
Neben ausgedehnten Wohn- und Industriegebieten erschließt die L-12 auch die verschiedenen Standorte zweier Universitäten, der Universidad Carlos III und der Universidad Rey Juan Carlos.

## Bau und Inbetriebnahme
Die Bauarbeiten begannen im April 2000. Drei Jahre nach Baubeginn, am 11. April 2003, erfolgte die Inbetriebnahme der L-12 auf ihrer gesamten Länge. Am selben Tag wurde auch die von Colonia Jardín nach Puerta del Sur verlängerte L-10 in Betrieb genommen, so wurde eine Verbindung zum übrigen Netz geschaffen. Damit waren an einem einzigen Tag insgesamt 47 Kilometer neue Metrostrecken eröffnet worden, so viel wie nie zuvor in ganz Europa. Die Baukosten für Metrosur betrugen 1,775 Mrd. Euro.

## Infrastruktur
Die Strecke ist 40,96 km lang, durchgehend zweigleisig mit einer vom Rest des Metronetzes um 10 mm abweichenden Spurweite von 1435 mm sowie einem Gleismittenabstand von 3385 Millimetern und gehört zum Großprofilnetz. Verlegt sind Schienen des Typs UIC-54 mit Befestigungen vom Typ SKL-1 auf einer festen Fahrbahn aus Beton.
Zwölf unterirdische, in die Haltestellen integrierte Unterwerke sorgen für die Versorgung der Oberleitung, die zumindest teilweise als Schiene ausgeführt ist, mit der erforderlichen Gleichspannung von 1.500 Volt. Steuerung und Überwachung der Linie und der Einrichtungen erfolgt normalerweise von der zentralen Leitwarte der Metro de Madrid aus. Zusätzlich wurde an der Haltestelle Puerta del Sur ein abgesetzter Bedien- und Kontrollraum eingerichtet.
Obwohl die Strecke teilweise durch nicht überbautes Gelände führt, verläuft sie vollständig unterirdisch. Dadurch soll die prognostizierte rasante Siedlungsentwicklung nicht beeinträchtigt werden. Die Flächen direkt über dem Tunnel gehören zu einem großen Teil der Metrogesellschaft. Geplant ist, den Streckenbau über den Verkauf dieser Grundstücke zu refinanzieren, sobald die Grundstückspreise über das Preisniveau zum Zeitpunkt des Kaufes steigen.

### Stationen
Insgesamt verfügt Metrosur über 28 Stationen, der durchschnittliche Stationsabstand beträgt 1,450 Kilometer. Die Bahnsteige sind einheitlich 115 m lang und befinden sich auf einer Höhe von 1050 mm über Schienenoberkante. Die Stationen wurden in offener Bauweise errichtet und ansprechend gestaltet, auf sie entfielen 40 % der Investitionssumme. Insgesamt stehen 88 Aufzüge und 217 Rolltreppen zur Verfügung.

### Betriebshöfe
Zwei Betriebshöfe dienen der Abstellung der Fahrzeuge. In El Berial im Nordosten stehen unterirdisch acht Gleise mit einer Länge von je 115 Metern zur Verfügung, in Loranca im Südwesten 18 Geise gleicher Länge sowie weitere sieben für die Abstellung der Bahndienstfahrzeuge. Hier werden auch einfache Wartungs- und Instandhaltungsarbeiten durchgeführt. Die Baukosten für beide Betriebshöfe zusammen betrug knapp 135 Mio. Euro.

## Fahrzeuge
Eingesetzt werden dreiteilige Fahrzeuge der Serie 8000, die von einem Konsortium aus CAF, Adtranz, Alstom und Siemens geliefert wurden. Sie sind 55,5 Meter lang, aus Aluminium hergestellt, durchgehend begehbar und bieten Platz für 609 Fahrgäste. Die Höchstgeschwindigkeit beläuft sich auf 110 km/h, die Beschleunigung erreicht 1,2 m/s². Beide Endwagen sind angetrieben. Die Fahrzeuge sind u. a. mit Systemen für Zugsicherung und (teil-)automatischen Fahrbetrieb sowie mit einer automatischen Feuerlöschanlage ausgestattet.

## Betrieb
Eine Fahrt über die gesamte Strecke dauert ungefähr 58 Minuten, in den Hauptverkehrszeiten fährt alle drei Minuten ein Zug.
Bereits ein Jahr nach Betriebsaufnahme wurden mehr als 3 Millionen Fahrgäste pro Monat registriert, mit einem Mittel von 118.481 an Werktagen. Insgesamt wurden bis April 2023 907 Millionen Fahrten gezählt, im Jahr 2023 waren es täglich im Schnitt 188.800 Fahrgäste.

## Weitere Planungen
Mittelfristig sollen bei entsprechender Siedlungsentwicklung neue Stationen in die bestehende Strecke eingefügt werden.